# Nombre de Mozart
El compositor Wolfgang Amadeus Mozart tuvo muchos nombres distintos durante su vida. Esto se debió en parte a las tradiciones religiosas de su época, y en parte al hecho de que Mozart era políglota y adaptó libremente su nombre a otras lenguas.

## Registro de bautismo
Mozart fue bautizado el 28 de enero de 1756, el día posterior a su nacimiento, en la Catedral de San Ruperto en Salzburgo con el nombre de Joannes Chrysostomus Wolfgangus Theophilus Mozart. El registro bautismal de la catedral contiene el registro que se exhibe aquí debajo, redactado en latín por el capellán de la ciudad, Leopold Lamprecht. El formato original de cinco columnas paralelas que se observa en la imagen se transcribe líneas abajo en cinco párrafos consecutivos. El contenido entre paréntesis corresponde a los agregados editoriales de Otto Erich Deutsch (ver más abajo), con el objeto de clarificar.
[Januarius] 28. med[ia hora] 11. merid[iana] baptizatus est: natus pridie äh[ora] 8. vesp[ertina]

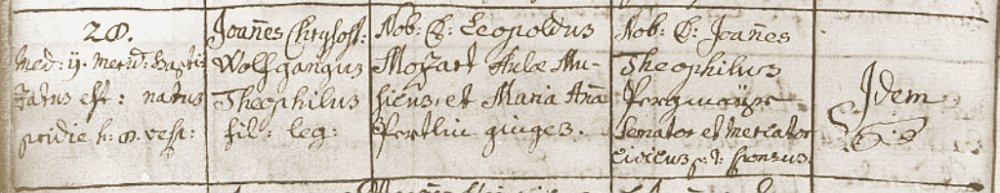
Certificado de bautismo de Mozart.

Joannes Chrysost[omus] Wolfgangus Theophilus fil[ius] leg[itimus]

Nob[ilis] D[ominus] Leopoldus Mozart Aulæ Musicus, et Maria Anna Pertlin giuges

Nob[ilis] D[ominus] Joannes Theophilus Pergmaÿr Senator et Mercator civicus p[ro] t[empore] sponsus

Idem Leopoldus Lamprecht Capellanus Civicus
Los primeros dos nombres con los que Mozart fue bautizado, «Joannes Chrysostomus», representan su nombre de pila, de acuerdo con la costumbre de la Iglesia católica, debido a que su nacimiento ocurrió un 27 de enero, festividad de san Juan Crisóstomo. Asimismo, el documento señala que Mozart era hijo legítimo y brinda el nombre de ambos padres y la ocupación de su padre, Leopold Mozart, como músico de la corte. En el primer párrafo se indica que el bautismo se llevó a cabo a las 10.30 h y que Mozart había nacido a las 20 h de la noche anterior.
Aquí se mencionan algunos detalles de los distintos nombres brindados en el registro:
- «Wolfgangus» es «Wolfgang», adaptado del latín empleado en el registro parroquial. El compositor utilizaba el nombre «Wolfgang» en contextos germanoparlantes. «Wolfgang» era además el nombre de su abuelo materno.

- «Theophilus» se deriva del griego y puede interpretarse como «amante de Dios» o «amado por Dios». La forma familiar «Amadeus» es la versión latina de su nombre. «Theophilus» era el nombre del padrino de Mozart, el mercader Joannes Theophilus Pergmayr, cuya presencia se registra en el cuarto párrafo.

- El nombre bautismal «Joannes Chrysostomus» correspondía a la tradición católica, pero Mozart no lo utilizaba en su vida cotidiana.

Leopold, el padre de Mozart, anunció el nacimiento de su hijo con una carta dirigida al publicador Johann Jakob Lotter con estos términos: «... el niño se llama Joannes Chrisostomus, Wolfgang, Gottlieb», en alemán: «der Bub heißt Joannes Chrisostomus, Wolfgang, Gottlieb» [sic] - «Gottlieb» es otra traducción germánica de «Theophilus».
Los nombres bautismales «Joannes» y «Chrysostomus» tienen como equivalentes alemanes «Johann» y «Chrysostomos» (o «Chrystostom» con menor frecuencia), respectivamente. El difundido Grove Dictionary of Music and Musicians emplea estas versiones en el encabezado de su artículo sobre Mozart, en el cual coloca entre paréntesis sus poco utilizados nombres bautismales: «(Johann Chrystostom) Wolfgang Amadeus Mozart».

## 1770 en adelante
Otto Erich Deutsch, quien estudió todas las cartas y documentos disponibles acerca del compositor, llegó a la siguiente conclusión en relación con la forma en que el músico se denominaba a sí mismo. «En Italia, desde 1770, Mozart se autodenominaba “Wolfgango Amadeo” y, a partir de alrededor de 1777, “Wolfgang Amadè”».
Quizás el uso de versiones en diferentes lenguajes de un mismo nombre era común en tiempos de Mozart. Joseph Haydn fue denominado «Joseph» (en inglés y francés), «Josef» (en alemán), y «Giuseppe» (en italiano). A Ludwig van Beethoven se lo llamó «Luigi» (en italiano) y «Louis» (en francés).
La preferencia de Mozart por la forma «Wolfgang Amadè» puede verse en el registro de su matrimonio con Constanze Weber, del 3 de agosto de 1782, en el cual el compositor firmó como «Wolfgang Amade Mozart». El registro parroquial de esta boda, fechado al día siguiente, se refiere a él como «Herr Wolfgang Adam Mozart», probablemente fruto de un error del testigo de Constanze Mozart, Johann Thorwart, que no conocía con exactitud el nombre de Mozart. Maynard Solomon, biógrafo del compositor, ha conjeturado algunas hipótesis sobre el sentido de «Adam», sosteniendo que en realidad no se trató de un error sino de un acto deliberado.
Esta preferencia del propio Mozart por la forma «Amadè» no siempre fue respetada por los demás, quienes lo llamaban en general «Wolfgang Amadeus» o «Wolfgang Gottlieb». Entre otros ejemplos se destacan:
- La única referencia oficial de Mozart como «Wolfgang Amadeus» durante su vida corresponde a un documento encontrado en 1998 por Michael Lorenz en los registros del Gobierno de la Baja Austria, en el cual se menciona en mayo de 1787 que «Mozart Wolfgang Amadeus» había solicitado el retorno de una garantía económica firmada para su amigo Franz Jakob Freystädtler.[1]
- En el día del fallecimiento de Mozart, su muerte se inscribió en los registros de mortalidad de la Magistratura de Viena con el nombre de «Wolfgang Amadeus». Se trata del primer registro póstumo de esta forma latina de su nombre.
- En una carta fechada el 11 de diciembre de 1791, la viuda de Mozart, Constanze, que atravesaba graves problemas económicos, solicitó una pensión al Emperador (la gestión fue exitosa). Firmó la carta como «Konstantia Mozart, née Weber, viuda sobreviviente del difunto Wolfgang Amadeus Mozart». En la respuesta de los oficiales del Imperio se utilizó el mismo nombre.
- El concierto benéfico de la familia de Mozart, llevado a cabo en Praga el 28 de diciembre de 1791, se denominó «Concierto en memoria de Wolfgang Gottlieb Mozart».

## Uso póstumo de «Amadeus»
En el siglo XIX tuvo lugar la victoria gradual de la forma «Amadeus» en su segundo nombre alternativo al referirse a Mozart. Braunbehrens (1988) observa que los primeros biógrafos de Mozart (del siglo XVIII), como Friedrich Schlichtegroll y Franz Niemetschek, usaban el nombre «Gottlieb». Sin embargo, en 1798 la editorial Breitkopf & Härtel comenzó a publicar una edición parcial de «Obras completas» usando el nombre «Amadeus». El predominio de «Amadeus» comenzó alrededor de 1810. En el Romanticismo, especialmente en la persona de E. T. A. Hoffmann que «aprovechó este nombre para proclamar su veneración por Mozart». Aunque varios estudiosos desde aquella época hayan utilizado las formas «Amadè» o «Gottlieb», «Amadeus» es con mucho el término más familiar para el gran público.

## Bromas y juegos de palabras
Con frecuencia, Mozart escribía en sus cartas de juventud su nombre hacia atrás en broma, como «Mozart Wolfgang» o «Trazom».
«Amadeus» puede haber sido adoptado como un nombre jocoso; Mozart firmó en tres cartas como «Wolfgangus Amadeus Mozartus» (esto no era seguramente ningún accidente, al igual que en una carta en la que añadió «us» al final de cada palabra).[cita requerida]